# Kroniki birmańskie
Królewskie kroniki Birmy (birm. မြန်မာ ရာဇဝင် ကျမ်းများ /myamà yà zawì̃ ʧá̃myá/) – szczegółowe, ciągłe zapisy wydarzeń zachodzących w monarchiach birmańskich uporządkowane chronologicznie.
Kroniki zapisywane były na rozmaitych materiałach, takich jak papier parabaik, liście palmowe i kamień, oraz z użyciem różnych stylów literackich – prozy, poezji i chronostychów. Określenie kroniki odnosi się najczęściej do napisanych prozą rękopisów sporządzonych na liściach palmowych. Inne zapisy sporządzane na dworach królewskich to naukowe opracowania i precedensy administracyjne i prawne oraz spisy.
Tradycja sporządzania kronik podtrzymywana była we wszystkich czterech ośrodkach politycznych kraju: Górnej Birmie, Dolnej Birmie, Arakanie i Państwach Szanów. Większość kronik nie przetrwała licznych wojen, jakie miały miejsce w historii Birmy, nie oparły się też one skutkom upływu czasu. Najbardziej kompletnymi z istniejących do dzisiaj kronik są te związane z dynastiami Górnej Birmy, przy czym najstarsza z nich pochodzi z lat 80. XIII wieku, a najstarsza z oficjalnych kronik narodowych – z lat 20. XVIII wieku.
Treść kronik dotyczy głównie monarchów, dostarczają one natomiast niewielu informacji na temat ogólnej sytuacji w królestwach. Nie były też pisane z perspektywy wyłącznie historii świeckiej, ale czasem służyły raczej dostarczaniu monarchii „legitymizacji zgodnie z kryteriami religijnymi”. Niemniej jednak, zawarty w kronikach „wielki zbiór w zasadzie dokładnych dat” sięga przynajmniej do XI wieku. Najnowsze badania wykazują, że nawet zdominowane przez legendy opowieści pochodzące sprzed XI wieku stanowią zasadniczo dokładny zapis „pamięci społecznej” sięgającej ponad trzy tysiąclecia wstecz.
Ze wszystkich państw Azji Południowo-Wschodniej to Mjanma dysponuje najbogatszym historycznym materiałem źródłowym, a kroniki birmańskie są najbardziej szczegółowymi zapisami historycznymi w regionie. Jednak większość z przetrwałych do dzisiaj birmańskich zapisów nie była objęta właściwą opieką , a wiele spośród mniej znanych kronik wymaga jeszcze przeprowadzenia systematycznych badań.

## Ogólny zarys
Birmańskie kroniki królewskie są „szczegółowymi i ciągłymi rejestrami wydarzeń uporządkowanymi chronologicznie”, odnoszącymi się „głównie do birmańskich królów”. Same w sobie, kroniki oferują niewiele, o ile w ogóle, komentarzy na temat sytuacji panującej w królestwie oraz dotyczących osób przebywających w stolicy lub poza nią, jeśli w opisywanych wydarzeniach nie uczestniczył sam król. Aby mieć wyobrażenie o życiu poza pałacem trzeba sięgać po takie sporządzane na dworach królewskich zapisy, jak traktaty i precedensy prawne (dhammasattha, birm. ဓမ္မသတ်) oraz spisy (sittan, birm. စစ်တန်း), a także kroniki dworów regionalnych oraz historie świątyń (thamaing, birm. သမိုင်း).
Zapisy dotyczące królów sporządzano na różnych materiałach i sięgając po różne gatunki literackie. Mogły być one inskrypcjami na kamieniu (birm. ကျောက်စာ) i dzwonach (birm. ခေါင်းလောင်းစာ) lub częściej, zapisywane były na liściach palmowych (birm. ပေစာ) albo na specjalnych grubych arkuszach papieru nazywanych parabaikami (birm. ပုရပိုက်) Przy ich pisaniu wykorzystywano też różne gatunki literackie: prozę (yazawin, birm. ရာဇဝင်, i ayedawbon, birm. အရေးတော်ပုံ), poezję (eigyin, birm. ဧချင်း, i mawgun, birm. မော်ကွန်း), a także chronogramy (yazawin thanbauk, birm. ရာဇဝင် သံပေါက်).
Najczęściej mianem kronik określa się utwory napisane prozą. Ogólnie rzecz biorąc, Yazawin (pol. kronika królów z pali raja-vamsa) są zapisami wydarzeń w porządku chronologicznym zgodnym z datami panowania władców z podziałem na dynastie, podczas gdy ayedawbon (pol. wspomnienia królewskich zmagań) są bardziej szczegółowymi opisami działań słynniejszych władców. Definicje te są luźnymi uogólnieniami: niektóre ayedawbon są pełnowymiarowymi kronikami kilku królów (np. Razadarit Ayedawbon) lub nawet dynastii (np. Dhanyawaddy Ayedawbon), podczas gdy część yazawin, takich jak Zatadawbon Yazawin i Yazawin Kyaw, obejmuje mniejszą liczbę królów.

## Inskrypcje
Inskrypcje, z których większość wykonano na polecenie królów, rodzin królewskich, wysokich urzędników dworskich i zamożnych rodzin, są najdawniejszymi zapisami dotyczącymi królów, jakie przetrwały do dzisiaj. Większość z nich jest dedykacjami religijnymi i zawiera wartościowy materiał historyczny; w istocie, stanowią one podstawową formę istniejących dziś zapisów historycznych dotyczących okresu przed XVI wieku po Chr.
Inskrypcje uważane są za najdokładniejsze ze wszystkich birmańskich źródeł historiograficznych, gdyż są w porównaniu z innymi mniej podatne na błędy przy kopiowaniu ze względu na swą długowieczność. Typowa inskrypcja wyryta w kamieniu trwa przez wiele wieków podczas gdy przeciętna trwałość zapisu sporządzonego na liściu palmowym wynosi jedynie 100 do 150 lat. Chociaż także część inskrypcji była wykuwana w kamieniu ponownie i dostrzeżono pewne błędy (głównie ortograficzne) popełnione podczas ich kopiowania, liczba tych błędów jest znacznie mniejsza niż w przypadku zapisów na liściach palmowych, z których liczne były wraz z upływem czasu kopiowane wielokrotnie. Najstarsze z istniejących do dziś w Birmie inskrypcji datowane są na II oraz III wiek przed Chr. i pochodzą z miast-państw Pyu. Inskrypcje były ciągle jeszcze „rzadkie w okresie od V do X wieku, ale począwszy od XI wieku następuje prawdziwy ich potop”. Najstarsza oryginalna inskrypcja sporządzona w języku birmańskim pochodzi z roku 1035 po Chr.; zachowała się też XVIII-wieczna kopia inskrypcji z roku 984 po Chr.
Inskrypcje wykazały swoją nieocenioną wartość, jako podstawa dla weryfikacji wydarzeń zawartych w napisanych przed wieloma stuleciami kronikach. Inskrypcja Myazedi (1112) na przykład, potwierdziła podawane przez Zatadawbon Yazawin daty związane z panowaniem królów ery Paganu począwszy od Anawrahty aż do Kyanzitthy, wykazując jednocześnie fałszywość odpowiednich dat zawartych w Hmannan Yazawin. (Wykonana w czterech językach inskrypcja Myazedi jest birmańskim odpowiednikiem kamienia z Rosetty, który umożliwił ponowne odczytanie pisma pyu.) Podobnie, wykonana na polecenie króla Bayinnaunga inskrypcja na dzwonie Pagody Shwezigon (1557) podaje dokładne daty 17 kluczowych wydarzeń jakie miały miejsce w ciągu sześciu lat z czasu jego panowania, umożliwiając współczesnym historykom weryfikację kronik. Nie wszystkie jednak inskrypcje są wiarygodnym zapisem zdarzeń o charakterze świeckim. Słynne inskrypcje Kalyani (1479) na przykład, są próbą legitymizacji monarchii Hanthawaddy na gruncie religijnym.
Mjanma posiada największy zbiór historycznych inskrypcji wyrytych w kamieniu, jak też najbardziej kompletne kroniki spośród wszystkich krajów Azji Południowo-Wschodniej. Pierwsza systematyczny wysiłek zmierzający do zachowania inskrypcji został podjęty przez króla Bodawpayę, który 23 lipca 1783 r. wydał polecenie skontrolowania poprawności dat zawartych w istniejących kronikach na podstawie źródeł epigraficznych. W ciągu roku skopiowano (wyryto ponownie) ponad 600 inskrypcji z terenu całego kraju, a kopie zgromadzono w stolicy – Amarapurze. W brytyjskim okresie kolonialnym europejscy uczeni znacznie poszerzyli zakres działań, czego owocem było wydanie w 1921 r. przez Charlesa Duroselle’a Epigraphia Birmanica – listy około 1500 inskrypcji w oryginalnym ich zapisie wraz z dużymi fotografiami każdej z nich. Najpełniejszy zbiór inskrypcji, zatytułowany She-haung Myanma Kyauksa Mya (birm. ရှေးဟောင်း မြန်မာ ကျောက်စာများ; pol. Starożytne Inskrypcje Mjanmy), został wydany w latach 1972–1987 w pięciu tomach przez Wydział Archeologii Uniwersytetu w Rangunie. Poza ponad 500 inskrypcjami pochodzącymi z okresu Paganu, większość pozostałych inskrypcji wyrytych w kamieniu nie była nigdy obiektem systematycznych badań.

## Wczesne kroniki

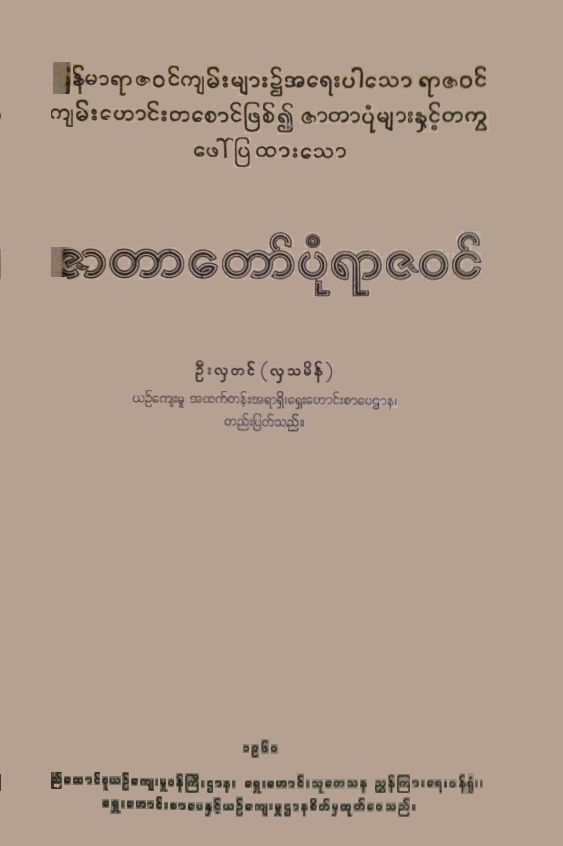
Okładka wydania Zatadawbon Yazawin z 1960 r.

Do wczesnych kronik zaliczamy rękopisy sporządzone na liściach palmowych przed XVIII wiekiem, kiedy to po raz pierwszy pojawiły się kroniki narodowe. Spośród najstarszych dzieł – pochodzących z okresu Paganu i początków królestwa Ava (do początku XV wieku) – których nazwy wspominane są przez inskrypcje i późniejszych kronikarzy, przetrwały do dziś tylko dwie uzupełniające kroniki z końca XIII wieku i początku XV wieku Pozostałe wczesne kroniki pochodzą dopiero z XVI wieku
Z różnych powodów wiele spośród wczesnych kronik nie przetrwało do naszych czasów. Po pierwsze, najstarsze manuskrypty, sporządzane przed XV wiekiem, były niezwykle rzadkie i bardzo kosztowne. (Powstały w 1273 roku w Paganie rękopis Tripiṭaki kosztował 3000 kiatów srebra, za które można było kupić ponad 2000 ha pól ryżowych.) Koszt wytworzenia rękopisu (jego stworzenia oraz kopiowania) obniżył się w okresie królestwa Ava wraz z upowszechnieniem się umiejętności pisania, a literatura birmańska „stała się bardziej obszerna i zróżnicowana”. Nawet jednak wtedy większość kronik nie miała szans przetrwać wojen – głównego w historii Birmy czynnika odpowiedzialnego za niszczenie źródeł historycznych. Dzieje Birmy pełne są przykładów zwycięskich armii niszczących historyczne zapisy podbitych przez siebie królestw: w roku 1287 kroniki Paganu zniszczone zostały w wyniku mongolskich najazdów; dokumenty królestwa Ava zniszczyły w latach 1525 i 1527 armie Konfederacji Państw Szanów; kroniki Hanthawaddy pochłonęła rebelia z roku 1565; kroniki Taungngu zniszczyły w roku 1600 siły królestwa Mrauk U; kolejne kroniki Taungngu zostały zniszczone w 1754 r. podczas najazdu Odrodzonego Królestwa Hanthawaddy; reszta zapisów historycznych Hanthawaddy padła ofiarą żołnierzy Konbaung w 1757 r.; zapisy arakańskie zniszczyło w 1785 r. Konbaung; zapisy Konbaung w 1885 r. – Brytyjczycy. Nie dziwi fakt, że w stanie najmniej zdekompletowanym przetrwały kroniki dynastii panujących w Górnej Birmie, często bywających zwycięzcami wojen. Nawet w przypadku tych kronik, które przetrwały wojny, „nie istniały żadne metody przechowywania dokumentów w specjalnych pomieszczeniach; pleśń, mrówki i przypadkowo zaprószony ogień nie pozwoliły wielu rękopisom osiągnąć starości”. Te dokumenty, które przetrwały zawdzięczają to jedynie prywatnym osobom żyjącym poza stolicą, pieczołowicie kopiującym oryginalne rękopisy sporządzone na palmowych liściach. Przetrwaniu rękopisów sprzyjało także upowszechnianie się wśród mieszkańców doliny Irawadi umiejętności czytania i pisania. W XV wieku, gdy odsetek ludzi piśmiennych był nadal jeszcze niski, prace związane z pisaniem spoczywały głównie na barkach mnichów, jednak już pod koniec XVIII wieku zadania takie wypełniały na ogół osoby z ludu, gdyż ponad 50% dorosłych mężczyzn umiało czytać i pisać.
W następstwie działania wszystkich tych czynników najstarsze zachowane „kroniki” nie są nawet pełnymi oficjalnymi kronikami swych czasów. Najstarsza istniejąca kronika, Zatadawbon Yazawin (pol. Kronika Królewskich Horoskopów) zredagowana pod koniec XIII wieku przez dworskich astrologów, była w pierwszym rzędzie rejestrem dat związanych z panowaniem królów Górnej Birmy. Podobnie następna w kolejności spośród przetrwałych do dziś kronik, napisana w 1502 roku Yazawin Kyaw (pol. Znakomita Kronika), miała głównie charakter dokumentu religijnego: tylko 1/7 tego dzieła dotyczy spraw birmańskich królów sięgając wstecz do roku 1496. W istocie nie była ona nawet pomyślana jako autorytatywna kronika, gdyż sam jej autor oświadcza, iż w tym czasie istniała już oficjalna kronika dworu Ava.
Ogólnie rzecz biorąc, najstarsze kroniki mogą być podzielone na 3 kategorie: (1) historie rywalizujących królestw XIV-XVI wieku, (2) starożytne historie królestw dawnych epok (sprzed XIV wieku), oraz (3) biografie słynnych królów.
| Temat                              | Przykłady |
| ---------------------------------- | --- |
| 1. Historie współczesnych królestw | Zatadawbon Yazawin (Kronika Królewskich Horoskopów) Yazawin Kyaw (Znakomita Kronika) Inwa Yazawin (Kronika Królestwa Ava) Ketumadi Yazawin (Kronika Początków Dynastii Taungngu) Hanthawaddy Yazawin (Kronika Królestwa Hanthawaddy) Zinme Yazawin (Kronika Lanna) Pawtugi Yazawin (Kronika Portugalczyków) |
| 2. Historie dawnych królestw       | Tagaung Yazawin (Kronika Królestwa Tagaung) Pagan Yazawin Haung (Stara Kronika Dynastii Pagan) |
| 3. Biografie słynnych królów       | Razadarit Ayedawbon (kronika króla Razadarita i jego poprzedników) Hanthawaddy Hsinbyushin Ayedawbon (kronika króla Bayinnaunga) |

Wiele spośród wczesnych kronik przetrwało w jakiejś postaci przynajmniej do początku XVIII wieku, gdyż zostały wymienione przez Maha Yazawin. Analiza ustępów z tych kronik, cytowanych bezpośrednio w Maha Yazawin, pokazuje że, sądząc po używanym języku, były to prawdopodobnie XVI-wieczne kopie kronik oryginalnych, a do tego, sądząc z kolei po braku określonych dat sprzed okresu Taungngu, były to kopie niekompletne i wykonane tylko częściowo.

## Kroniki narodowe

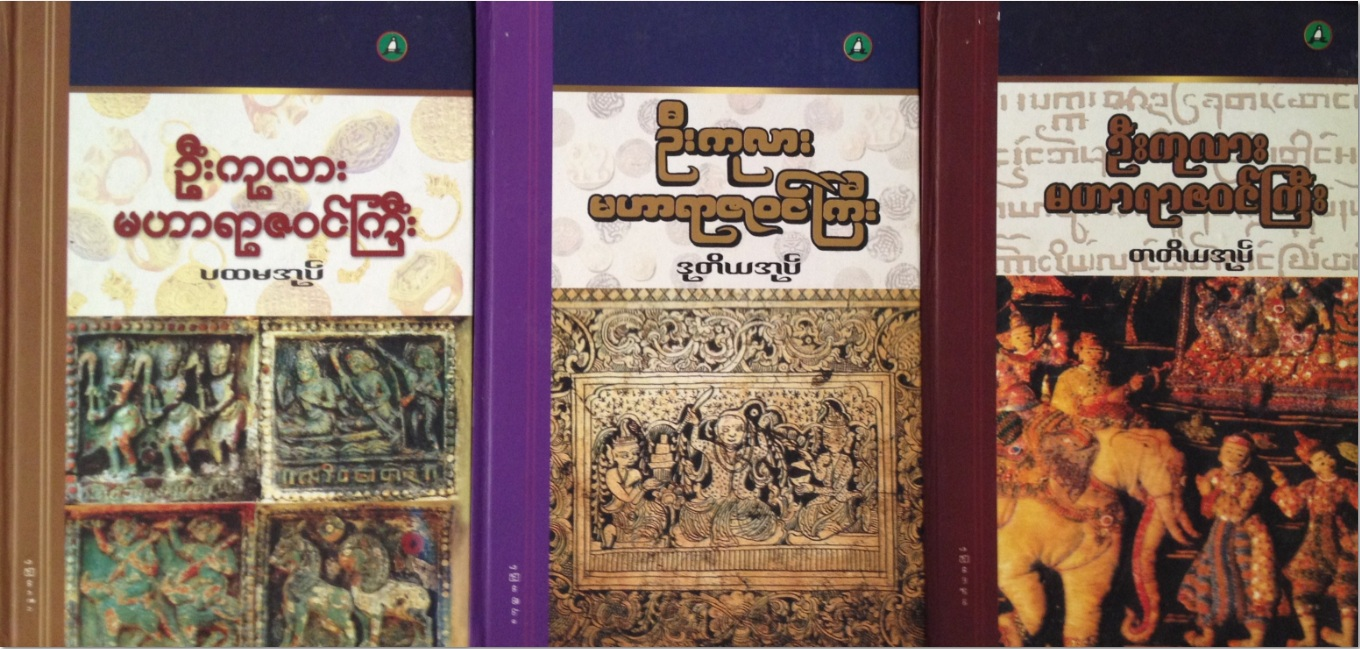
Przedruk Maha Yazawin z roku 2006

Pierwsza wyczerpująca birmańska kronika narodowa powstała dopiero w 1724 roku. Kolejne kroniki pozostawały pod jej silnym wpływem.

### Maha Yazawin
Pierwszą obszerną kroniką stanowiącą syntezę dziejów starożytnych, regionalnych, zagranicznych oraz biografii była Maha Yazawin (pol. Wielka Kronika), napisana w roku 1724 (z niewielkim uzupełnieniem w roku 1729) przez niejakiego U Kalę, urzędnika na dworze Taungngu. Kala splótł razem w jedną spójną narodową narrację wszystkie birmańskie kroniki regionalne oraz kroniki zagraniczne (Mahavamsę i Kronikę Królestwa Ayutthaya). Stworzył on trzy wersje kroniki różniące się długością: Maha Yazawin Gyi (pełna wersja licząca 21 tomów), Yazawin Lat (wersja średnia, 10-tomowa), Yazawin Gyok (wersja skrócona, w jednym tomie). Ponieważ powstała ona pod koniec okresu panowania dynastii Taungngu, Maha Yazawin skupia się na datach i opisach wydarzeń związanych z królami tej dynastii. Życie każdego z królów przedstawiane jest, o ile to możliwe, chronologicznie – od narodzin do śmierci lub utraty tronu. Jednak zawarty w kronice opis wcześniejszych okresów ma charakter o wiele bardziej szkicowy, z podaniem w większości przypadków jedynie roku wydarzenia, a nie pełnej jego daty. Oznacza to, że Kala nie miał dostępu do pełnych wersji wcześniejszych kronik oraz że nie sięgał w swej pracy po inskrypcje, co pozwoliłoby mu poznać dokładniejsze daty wydarzeń i zweryfikować dodatkowo ich prawdziwość.

### Yazawin Thit
Kolejna ważna kronika, napisana w roku 1798Yazawin Thit (pol. Nowa Kronika), była próbą weryfikacji informacji zawartych w Maha Yazawin na podstawie źródeł epigraficznych. (Jest to pierwsza w Azji Południowo-Wschodniej praca historyczna stworzona na podstawie źródeł epigraficznych. Dowodzi to, że historycy w tej części świata zaczęli sięgać po epigrafikę, jako źródło i narzędzie weryfikacji informacji, mniej więcej w tym samym czasie, gdy praktykę tę zaczęto stosować po raz pierwszy w Europie, nawet jeśli działania podejmowane przez Twinthina nie „wyewoluowały w formalną metodę”) Jej autor, Twinthin Taikwun Maha Sithu, sprawdził ponad 600 wyrytych w kamieniu inskrypcji, które zostały w latach 1783–1793 skopiowane i zebrane z całego kraju na polecenie króla Bodawpayi chcącego zgromadzić źródła pozwalające zweryfikować dokładność informacji podawanych przez Maha Yazawin. Jest to jedyna birmańska kronika (poza Zatadawbon Yazawin), której treść uporządkowano według dynastii i okresów – w przypadku wszystkich pozostałych narracja odpowiada ściśle linearnemu porządkowi królów – a także pierwsza, która wiąże pochodzenie birmańskiej monarchii z dziejami buddyzmu.
Yazawin Thit opisuje wydarzenia, jakie zaszły do roku 1785, a także zawiera liczne poprawki i krytykę kronik wcześniejszych. Nie została ona jednak dobrze przyjęta i ostatecznie spotkało ją odrzucenie przez króla i dwór, którzy uznali że zawarta w niej krytyka starszych kronik jest nadmiernie ostra. Stała się ona znana pod nazwą A-pe-gan Yazawin (birm. အပယ်ခံ ရာဇဝင်, pol. Wyrzucona Kronika).
Niemniej jednak, kiedy w roku 1832 ukazała się Hmannan Yazawin – pierwsza zaakceptowana oficjalnie kronika dynastii Konbaung – uwzględniała ona wiele poprawek dokonanych przez Yazawin Thit, zwłaszcza tych dotyczących dat związanych z panowaniem królów Paganu. Współczesna nauka zwraca uwagę na nowatorskie podejście kroniki do epigrafiki, nie dostrzega za to jej nadmiernego krytycyzmu. Twierdzi się raczej, że mimo całego swego krytycznego ładunku i dokonanych poprawek, kronika ta w przeważającej mierze podtrzymuje tradycyjne narracje i „została – jak to się czyni wszędzie na świecie – napisana z intencjami dydaktycznymi”.

### Hmannan Yazawin
Hmannan Yazawin, znana w literaturze angielskojęzycznej jako Glass Palace Chronicle (pol. Kronika Szklanego Pałacu) została spisana przez Królewską Komisję Historyczną w latach 1829–1832. Opisuje ona wydarzenia jakie zaszły do roku 1821 włącznie, czyli do okresu tuż przed wybuchem I wojny brytyjsko-birmańskiej (1824–1826). Komisja korzystała w swej pracy z kilku istniejących kronik oraz lokalnych historii (thamaing) i inskrypcji zebranych przez Bodawpayę, jak też z eigyin (utworów poetyckich opisujących czyny królów) i mawgun (poematów panegirycznych). Chociaż autorzy kroniki podważali wiarygodność niektórych starszych zapisów, ogólnie rzecz biorąc zachowali treści zawarte w Maha Yazawin i Yazawin Thit. Najważniejszym nowym elementem tej kroniki było odrzucenie dominującego do tego czasu przedbuddyjskiego mitu założycielskiego birmańskiej monarchii i powiązanie jej z klanem Buddy oraz z pierwszym królem mitologii buddyjskiej – Maha Sammata. (Przewodniczący Królewskiej Komisji Historycznej, Monywe Sayadaw, w 1831 roku opublikował kronikę podobną do Hmannan Yazawin nazywaną Maha Yazawin Kyaw (pol. Wielka Znakomita Kronika). Ten wykształcony mnich zaczął pisać swoje dzieło jeszcze zanim otrzymał stanowisko w Komisji i dokończył je, gdyż nie zgadzał się z niektórymi fragmentami Hmannan Yazawin.)
Druga część Hmannan Yazawin, nazywana też Drugą Kroniką, zredagowana została w latach 1867–1869 już przez inny komitet uczonych. Opisuje ona zdarzenia, jakie zaszły do roku 1854, w tym dwie pierwsze wojny brytyjsko-birmańskie. Według historyka Htin Aunga, zawarta w Drugiej Kronice relacja z dwóch wojen „została napisana z zachowaniem obiektywizmu prawdziwego historyka, a wielkie narodowe klęski opisano dochowując wierności szczegółom.”. W kronice tej użyto nadanych królom pośmiertnie imion Bodawpaya (pol. Królewski Lord Dziadek) i Bagyidawpaya (pol. Królewski Lord Stryj); królowie ci byli odpowiednio dziadkiem i stryjem króla Mindona, który zlecił napisanie kroniki.
Trzeci etap prac nad Hmannan Yazawin miał miejsce w roku 1905, prawie dwadzieścia lat po upadku monarchii birmańskiej. Autorem tej części kroniki został Maung Maung Tin, wybijający się urzędnik brytyjskiej administracji. Tin uzupełnił kronikę do roku 1885, czyli do chwili upadku monarchii, opierając się w swej pracy na dokumentach dworu uzyskanych od kilku członków personelu królewskiej biblioteki, a także na dokumentach przejętych przez Brytyjczyków i przechowywanych w bibliotekach. (Prawie wszystkie zapisy dynastii Konbaung spłonęły, gdy pijani brytyjscy żołnierze spalili królewską bibliotekę wkrótce po poddaniu się króla Thibawa w 1885 roku.) Tin dokonał kolejnego uaktualnienia kroniki w roku 1921 dołączając jako postscriptum informację o śmierci króla Thibawa w 1916 roku.

### Lista kronik narodowych

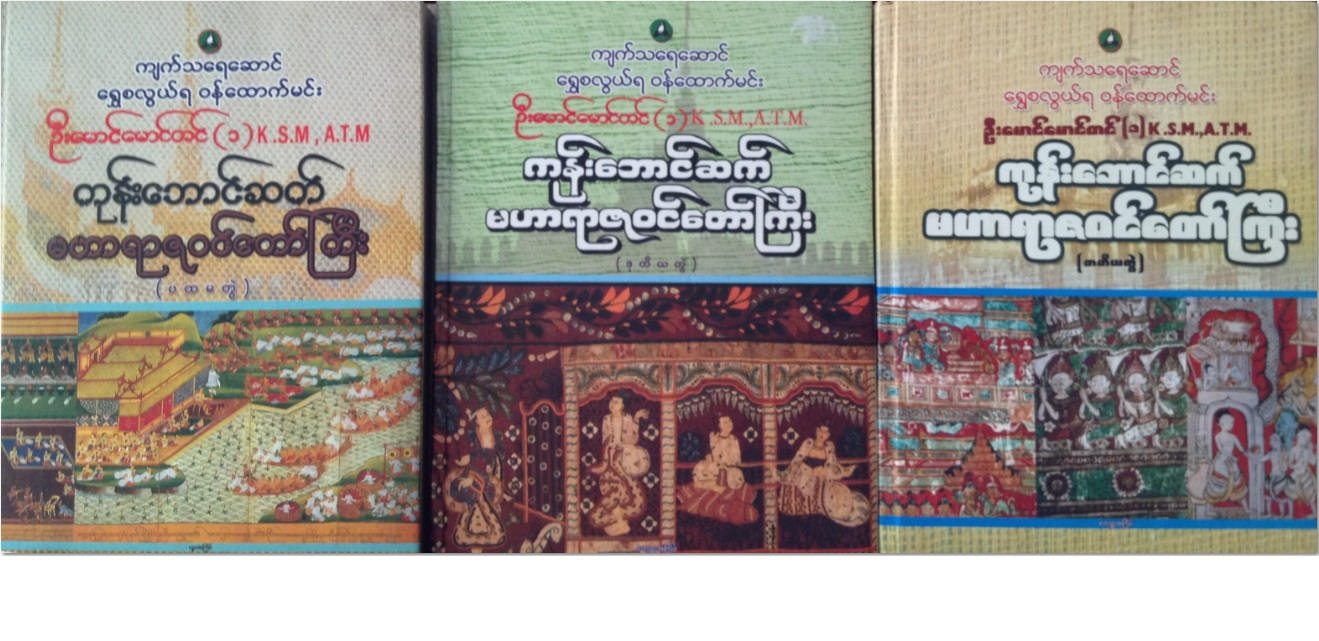
Część III Hmannan Yazawin, czyli Konbaung Set Yazawin

Poniżej przedstawiono listę kronik oficjalnych z dwoma istotnymi wyjątkami. Yazawin Thit, chociaż jej napisanie zostało zlecone oficjalnie przez króla Bodawpayę, nie została zaakceptowana przez dwór Konbaung w roli oficjalnej kroniki królewskiej. Została ona jednak umieszczona na liście, gdyż Hmannan Yazawin zachowała wiele poprawek umieszczonych w Yazawin Thit. Podobnie, Konbaung Set Yazawin, czyli część III Hmannan Yazawin została napisana już po upadku monarchii, nie miała więc charakteru oficjalnego.
| Nazwa                                                      | Data powstania | Autor                         | Krótki opis |
| ---------------------------------------------------------- | -------------- | ----------------------------- | --- |
| Maha Yazawin Wielka Kronika                                | 1724           | U Kala                        | Pierwsza obszerna kronika; obejmuje dzieje monarchii birmańskiej od niepamiętnych czasów do października 1711 roku                                                             |
| Maha Yazawin Thit Nowa Kronika                             | 1798           | Twinthin Taikwun              | Pierwsza kronika, przy redagowaniu której sięgnięto po źródła epigraficzne w celu weryfikacji faktów z przeszłości; obejmuje okres do roku 1785; odrzucona przez dwór Konbaung |
| Hmannan Yazawin, część I Kronika Złotego Pałacu, cz. I     | 1832           | Królewska Komisja Historyczna | Opisuje dzieje do roku 1821 |
| Hmannan Yazawin, część II Kronika Złotego Pałacu, cz. II   | 1869           | Królewska Komisja Historyczna | Opisuje dzieje do roku 1854; nazywana też Drugą Kroniką |
| Hmannan Yazawin, część III Kronika Złotego Pałacu, cz. III | 1905           | Maung Maung Tin               | Opisuje dzieje 1752–1885; nazywana zwykle Konbaung Set Yazawin |

## Kroniki biograficzne
Nazywane zwykle ayedawbon, kroniki biograficzne opowiadają szczegółowo o życiu najsłynniejszych królów, takich jak Razadarit, Bayinnaung, Nyaungyan czy Alaungpaya. Co warte uwagi, Razadarit Ayedawbon stanowi w istocie pierwszą połowę kroniki królestwa Hanthawaddy. Istnieją co najmniej dwie biografie Alaungpayi zredagowane przez różnych autorów. Hsinbyushin Ayedawbon odnosi się w rzeczywistości panowania króla Bodawpayi, a nie jego bardziej sławnego brata, króla Hsinbyushina.
| Nazwa                                                 | Data powstania                 | Autor                                     | Krótki opis |
| ----------------------------------------------------- | ------------------------------ | ----------------------------------------- | --- |
| Zatadawbon Yazawin Kronika Królewskich Horoskopów     | od ok. końca XIII w. do XIX w. | Różni historycy dworscy                   | Najstarsza z przetrwałych do dzisiaj kronik, z pokolenia na pokolenie uaktualniana i publikowana przez dworskich historyków. Zawiera głównie daty związane z panowaniem królów, począwszy od Paganu aż do dynastii Konbaung oraz horoskopy 36 wybranych władców z okresu od królestwa Paganu do początków Odrodzonego Królestwa Taungngu oraz królów z dynastii Konbaung. |
| Razadarit Ayedawbon Kronika Razadarita                | ok. lat 50. XVI w.             | Binnya Dala                               | Birmańskie tłumaczenie pierwszej połowy Hanthawaddy Yazawin (1287–1421) |
| Hanthawaddy Hsinbyushin Ayedawbon Kronika Bayinnaunga | ok. 1580                       | Yazataman                                 | Opisuje życie króla Bayinnaunga do roku 1579 |
| Alaung Mintayagyi Ayedawbon Kronika Alaungpayi        | ok. 1766                       | Letwe Nawrahta                            | Opisuje życie króla Alaungpayi (1714–1760); istnieją dwie wersje, z których druga napisana została przez Twinthin Taikwuna |
| Alaungpaya Ayedawbon Kronika Alaungpayi               | ok. 1760                       | Twinthin Taikwun                          | Opisuje życie króla Alaungpayi (1714–1760); istnieją dwie wersje, z których pierwsza napisana została przez Letwe Nawrahta |
| Nyaungyan Mintaya Ayedawbon Kronika Nyaungyana        | ok. 1760                       | Maha Atula Dammikayaza lub Letwe Nawrahta | Opisuje życie króla Nyaungyana; oparta na eigyinie króla Minyedeippy stworzonym w roku 1608 przez Shin Than Kho |
| Hsinbyushin Ayedawbon Kronika Bodawpayi               | ok. 1786–1790                  | Letwe Nawratha                            | Pomimo mylącego tytułu opisuje początek panowania króla Bodawpayi (1782–1786); nigdy nie została opublikowana, pozostaje ciągle w oryginalnej formie rękopisu sporządzonego na liściach palmowych |

## Kroniki regionalne
Kroniki regionalne są historiami różnych drobnych królestw (takich jak królestwo Hanthawaddy czy królestwo Mrauk U) oraz płacących daniny państw wasalnych (wczesne Taungngu, Pyain, większe państwa Szanów – Lanna, Kyaingdôn, Hsenwi i Hsipaw), które utrzymywały własne dwory i dworskich historyków. Kroniki te miały największe znaczenie w okresie drobnych, walczących królestw (od XIV do XVI wieku). Tradycja pisania kronik na lokalnych dworach zaczęła zanikać w dolinie Irawadi począwszy od XVII wieku, kiedy to królowie Odrodzonego Królestwa Taungngu włączyli całą dolinę do głównego systemu administracyjnego. Tradycja ta utrzymała się jedynie w bardziej odległych państwach zależnych, takich jak Kyaingdôn i Lanna, a także, co oczywiste, w niezależnym królestwie Mrauk U do czasu jego podboju przez dynastię Konbaung w roku 1785.

### Górna Birma

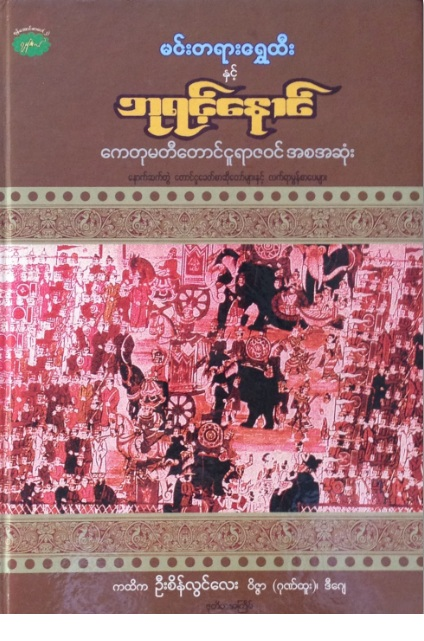
Ketumadi Toungoo Yazawin

| Nazwa                    | Data powstania       | Autor                    | Krótki opis |
| ------------------------ | -------------------- | ------------------------ | --- |
| Pagan Yazawin            | XVI w.               |                          | Znana jako Pagan Yazawin Haung (pol. Stara Kronika Paganu); Jeden rękopis sporządzony na liściach palmowych, przechowywany w zbiorach Universities Historical Research Center w Rangunie                                            |
| Pagan Yazawin Thit       | XIX w.               | U Bhe                    | pol. Nowa Kronika Paganu, formalnie: „Yaza Wunthalini Pagan Yazawin Thit” |
| Inwa Yazawin             | XIV-XVI w.           |                          | Pełna wersja kroniki nie dotrwała do czasów dzisiejszych. Zachowały się fragmenty cytowane przez Maha Yazawin. |
| Toungoo Yazawin          | ok. lat 80. XV wieku | Historycy dworscy        | Przetrwała pochodząca z 1837 roku wersja wcześniejszej kopii; obejmuje władców Taungngu od roku 1279 do 1613 Szczegółowy opis historii rozpoczyna się dopiero od roku 1481, począwszy od objęcia władzy przez gubernatora Min Sithu |
| Pyay Yazawin             | ok. XVI w.           |                          | Obejmuje władców Pyain z lat 1287–1542 |
| Myauk Nan Kyaung Yazawin | 1661                 | Myauk Nan Kyaung Sayadaw | Wersja skrócona, zredagowana na polecenie króla Pye |

### Ramanya
Oryginalne, napisane w języku mon kroniki dwóch głównych królestw z drugiego tysiąclecia po Chrystusie, których ludność się tym językiem posługiwała, nie przetrwały do dzisiaj w swej pełnej formie. Kroniki królestwa Hanthawaddy (1287–1539, 1550–1552) zostały zniszczone w roku 1565 podczas rebelii, na czele której stanęli byli dostojnicy królestwa i której skutkiem było całkowite spalenie Pegu. Podobnie, większość dokumentów Odrodzonego Królestwa Hanthawaddy (1740–1757) zniszczyły w roku 1757 wojska Konbaung. Stąd najstarsze istniejące mońskie kroniki są jedynie fragmentami kronik oryginalnych. Jeszcze przed buntem 1565 roku, pierwsza połowa (obejmująca lata 1287–1421) oryginalnej Hanthawaddy Yazawin została przetłumaczona na język birmański przez Binnya Dalę jako Razadarit Ayedawbon i to właśnie birmańskie tłumaczenie przetrwało do dzisiaj. (Gwoli ścisłości, przetrwały cztery najstarsze kopie sporządzone na liściach palmowych, datowane na prawdopodobnie połowę XVIII wieku. Według analizy przeprowadzonej w 1968 roku przez birmańskiego historyka Pan Hla, ogółem istniało 9 nieco różniących się między sobą wersji kroniki. W 1958 roku Pan Hla przetłumaczył jedną z wersji z powrotem na język mon. W 1968 roku zredagował on też nową (dziesiątą) wersję kroniki, tworząc syntezę opartą na birmańskich wersjach Razadarit, wersji Pak Lat oraz zapisach umieszczonych w Hmannan Yazawin, a także na współczesnych badaniach.)
Zakres innych istniejących do dziś kronik regionalnych jest nawet jeszcze węższy: mają zwykle charakter pomocniczy i zajmują się jedynie specyficznymi tematami. Nidana Arambhakatha (pol. Słowo Wstępne do Legendy) obejmuje genealogię królów i była przypuszczalnie częścią większego traktatu zatytułowanego Ramann'-uppatti-dipaka (pol. Objaśnienie Początków Ramannadesy). Przetrwała do dziś kopia Nidana datowana jest na XVIII wiek, choć zawarta w niej informacja głosi, że oryginalny rękopis został spisany w roku 900 ME (1538/39 po Chr.). Inna kronika zwana Gavampati, zredagowana prawdopodobnie pomiędzy XVIII a XIX wiekiem, zajmuje się głównie wczesną (legendarną) historią, doszukując się związków między najdawniejszymi królami a Buddą. Kolejna XVIII-wieczna kronika, napisana przez mnicha Slatpat Rajawan Datow Smim Ron (pol. Historia Królów), skoncentrowana jest na kwestiach religijnych i legendarnych, choć w jej zakresie znalazła się też historia świecka, od Śrikszetra i Paganu poczynając, na okresie Hanthawaddy kończąc. Podobnie jak pochodzące z tego samego okresu Gavampati i Hmannan Yazawin, także Slatpat wiąże opisywanych przez siebie królów z Buddą i buddyjską mitologią.
W istocie, na najpełniejszą kompilację historii królestw Monów trzeba było czekać aż do lat 1910 i 1912, kiedy to wydano dwa tomy Kronik Pat Lat. Miała być ona jakoby oparta na zbiorze ukrytych manuskryptów odnalezionych w Pak Lat, w owym czasie zamieszkałej przez Monów enklawie położonej na wschód od Bangkoku. (Pochodzenie i daty powstania manuskryptów wykorzystanych przy tworzeniu kroniki są niepewne i jeszcze w 2005 roku kwestia ta nie była zbadana przez mońskich naukowców w Birmie.) Pak Lat wiąże ze sobą wszystkie istniejące mońskie narracje, w tym historię królestwa Thatôn, przedstawione w Gavampati’s związki królów z Buddą, opisane w Hanthawaddy Yazawin dzieje królów począwszy od Wareru do Shin Sawbu (1287–1472) oraz zawartą w Nidana genealogię królów.
| Nazwa                                        | Data powstania                  | Autor         | Krótki opis |
| -------------------------------------------- | ------------------------------- | ------------- | --- |
| Nidana Arambhakatha Słowo Wstępne do Legendy | ok. 1538                        |               | Kronika pomocnicza zajmująca się genealogią królów                                                                                               |
| Razadarit Ayedawbon Kronika Razadarita       | ok. lat 50. XVI w.–1565         | Binnya Dala   | Birmańskie tłumaczenie pierwszej połowy Hanthawaddy Yazawin (1287–1421)                                                                          |
| Gavampati                                    | od ok. 1710 do XIX wieku        |               | Kronika pomocnicza opisująca wczesną, legendarną historię królestw Monów                                                                         |
| Slapat Rajawan (Bago Rajawan)                | między połową a końcem XVIII w. | Sayadaw Athwa | Opisuje dzieje 17 dynastii, począwszy od czasów legendarnych, aż do okresu Hanthawaddy                                                           |
| Lik Amin Asah Sprawozdanie z Założenia Pegu  | 1825                            |               | Legendarna, wczesna historia królestw Monów |
| Kroniki Pak Lat                              | 1910–1912                       | Nieznany      | Najpełniejsza istniejąca kompilacja mońskich kronik; pochodzenie oryginalnych rękopisów, na których została oparta, musi jeszcze zostać zbadane. |

### Arakan

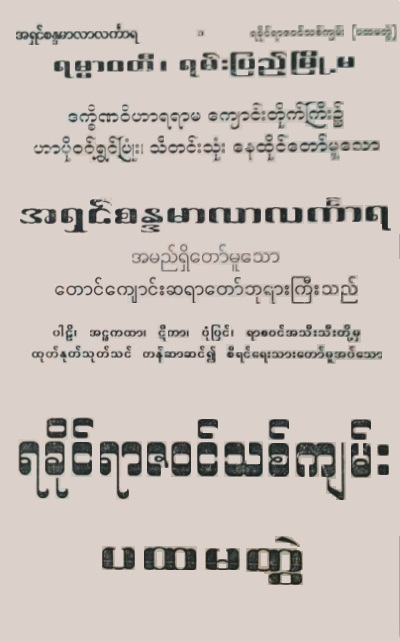
Przedruk Rakhine Razawin Thit z lat 1997–1999

Chociaż najstarsze istniejące dzieło literatury arakańskiej napisane pismem arakańskim (birmańskim), Rakhine Minthami Eigyin (pol. Kołysanka dla księżniczki Arakanu), powstało dopiero w roku 1455, tradycja pisania kronik istniała w Arakanie najprawdopodobniej już co najmniej sto lat wcześniej. (Pismo birmańskie było w użyciu na dworze arakańskim od co najmniej lat 30. XIV wieku, kiedy to kształcił się na nim przyszły król Ava Swasawke. Według Pameli Gutman pisma birmańskiego użyto po raz pierwszy w okresie Lemro (XI-XV w.) do wyrycia inskrypcji na kamieniach.) Istnieją o wiele starsze inskrypcje sporządzone pismem devanagari (niektóre sporządzono już ok. roku 550 po Chr.), brak jednak podstaw by sądzić, że kroniki arakańskie w jakimkolwiek stopniu z tych inskrypcji czerpały, gdyż późniejsi dworscy historycy nie potrafili ich odczytywać. W istocie, większość tych inskrypcji nie została zbadana bądź przetłumaczona do dzisiaj.
Chociaż kroniki arakańskie mogły zostać zredagowane już około XIV wieku, najstarsze istniejące do dziś ich rękopisy pochodzą dopiero z wieku XVIII. Większość prac historycznych powstałych w królestwie Mrauk U nie przetrwało pożaru biblioteki królewskiej spowodowanego przez armię Konbaung w roku 1785. Ogólnemu zniszczeniu umknęły jedynie fragmenty kronik. Pewien arakański mnich podjął próbę uratowania od zniszczenia tak wiele, jak tylko potrafił redagując niezwłocznie po tym wydarzeniu kronikę Dhanyawaddy Yazawin. Jej pisanie zakończył w roku 1788, ale nie można na niej w pełni polegać, gdyż jest ona „dziełem z trzeciej ręki”. Uczeni okresu kolonialnego poskładali razem ocalałe fragmenty Maha Razawin (148 anga, czyli 1776 zapisanych liści palmowych), napisanej przez Do We Rakhine Razawin (48 anga/576 liści) oraz Maha Razawin autorstwa Saya Mi (24 anga/288 liści). Pod koniec XX wieku historyk San Tha Aung mógł potwierdzić istnienie jedynie ośmiu spośród przypuszczalnie pierwotnie 48 prac dotyczących historii Arakanu. Nawet w przypadku tych ośmiu, nie był on pewien wiarygodności zawartych w nich informacji odnoszących się do faktów sprzed 1000 roku po Chrystusie.
Żadna z arakańskich kronik nie została przetłumaczona na język angielski. Oznacza to, że arakańskie zapisy historyczne nie zostały otwarte dla międzynarodowej społeczności naukowej nie znającej języka birmańskiego. Według historyka Michaela Charneya, zapisy te muszą zostać zbadane, gdyż „odniesienia do Arakanu zawarte w kronikach sąsiadów tego kraju, takich jak Pegu, Ayutthaya i Ava, cechują się stronniczością lub zawierają błędne informacje.”
| Nazwa                                                                    | Data powstania | Autor                  | Krótki opis                                                            |
| ------------------------------------------------------------------------ | -------------- | ---------------------- | ---------------------------------------------------------------------- |
| Maha Razawin                                                             |                |                        | [ 4 ]                                                                  |
| Rakhine Razawin                                                          |                | Do We                  | [ 4 ]                                                                  |
| Inzauk Razawin                                                           |                |                        | [ 71 ]                                                                 |
| Razawin Linka                                                            |                |                        | [ 71 ]                                                                 |
| Min Razagri Aredaw Sadan Nazywana też Razawin Haung (pol. Stara Kronika) | ok. 1775       |                        |                                                                        |
| Dhanyawaddy Ayedawbon                                                    | 1788           | Rakhine Sayadaw        | Obejmuje historię Arakanu od roku 825 przed Chr. do 1785 po Chr.       |
| Mizzimadetha Ayedawbon                                                   | 1823           | Ne Myo Zeya Kyawhtin   | Historia Arakanu (1785–1816) od upadku królestwa Mrauk U do roku 1816  |
| Maha Razawin (Saya Me)                                                   | ok. 1840       | Saya Me                | Rękopis na liściach palmowych zebranych przez Brytyjczyków             |
| Rakhine Razawin Thit                                                     | 1931           | Shin Sandamala Linkara | Kompilacja wszystkich istniejących kronik arakańskich w jedną opowieść |

### Państwa Szanów
Władcy państw Szanów zwani saopha (sawbwas) utrzymywali dwory nawet wtedy, gdy płacili daninę swym silniejszym sąsiadom. Niektóre z większych państw Szanów, takie jak Lanna (Chiang Mai), Kyaingdôn, Hsenwi, Hsipaw i Mong Yawng, aż do XIX wieku dysponowały własnymi kronikami, podobnie jak inne państwa wasalne, na przykład Pyain i Taungngu w XIV i XVI wieku. (Lanna była hołdownikiem Birmy w latach 1558–1775.) W każdym razie, jedynie kroniki dwóch największych państw Szanów – Lanna i Kyaingdôn – osiągnęły znaczniejsze rozmiary. Co więcej, najstarsze istniejące kopie kronik Lanna pochodzą dopiero z XVIII wieku, choć oryginał powstałej w Chiang Mai Jinakalamali miał być zredagowany w roku 1527. Pozostałe istniejące kroniki mniejszych państw Szanów (Hsenwi, Hsipaw itd.) pochodzą dopiero z XIX wieku. Podobnie jak ich birmańskie i mońskie odpowiedniki, także wiele kronik Szanów utrzymuje, że ich saopha wywodzą się z klanu Buddy, co uczeni z brytyjskiego okresu kolonialnego traktowali jako znak, iż kopiowały one Hmannan Yazawin oraz dowód ich świeżego pochodzenia. G.E. Harvey, historyk z okresu kolonialnego stwierdził, że istniejące kroniki Szanów „z konsekwentną niedbałością podchodzą do dat wydarzeń, wykazując różnice sięgające kilku wieków w jedną czy drugą stronę” i odrzucił je w swych badaniach.
Lokalne historie Szanów zapisywane były różnymi rodzajami pisma i w różnych językach. Na przykłada Jinakalamali została spisana oryginalnie w języku pali, Zinme Yazawin zapisano pismem Lanna a Kengtung Yazawin pismem Khunt. (W birmańskich państwach Szanów w użyciu było przynajmniej sześć odmian pisma – Tai Long, Tai Hkamti, Tai Neu, Khun, Tai Yun (Kengwi), Tai Yun (Lanna)) Poza kronikami Lanna, jedynie Kengtung Yazawin została przetłumaczona w całości na język angielski jako Padaeng Chronicle and Jengtung State Chronicle (pol. Kronika Padaeng i Kronika Państwa Jengtung). (Na angielski przetłumaczono także dwie kroniki Lanna: Chiang Mai Chronicle (pol. Kronika Chiang Mai) i Nan Chronicle (pol. Kronika Nan).)
| Nazwa              | Data powstania  | Autor                 | Krótki opis |
| ------------------ | --------------- | --------------------- | --- |
| Jinakalamali       | 1527 (ok. 1788) | Ratanapanna Thera     | Opisuje głównie historię religijną, jeden rozdział poświęcony najstarszym królom Lanna Oryginalny rękopis, napisany w języku pali, nie przetrwał do dzisiaj. Najstarsza z istniejących wersji pochodzi z roku ok. 1788. |
| Zinme Yazawin      | XVIII w.        | Sithu Gamani Thingyan | Kronika Chiang Mai (Lanna) pod panowaniem birmańskim |
| Kengtung Yazawin   |                 |                       | Formalnie: Kronika Padaeng i Kronika Państwa Jengtung |
| Hsenwi Yazawin     | ok. XIX w.?     |                       | [ 76 ] |
| Hsipaw Yazawin     | ok. XIX w.?     |                       | Opisuje dzieje od 58 roku przed Chr., ale prawdopodobnie jest dziełem o wiele świeższym |
| Mong Yawng Yazawin | ok. XIX w.?     |                       | [ 76 ] |

## Inne kroniki
Istnieją też kroniki, które nie mieszczą się ogólnej kategoryzacji. Pawtugi Yazawin opisuje historię Portugalczyków w Birmie, a zwłaszcza ich rządy w Thanlyin w latach 1599–1613. Dawei Yazawin i Myeik Yazawin są kronikami miast Tawè i Myeik, spisanymi po podbiciu w 1765 roku przez Birmańczyków Taninthayi.
| Nazwa                                  | Data powstania     | Autor              | Krótki opis                                                    |
| -------------------------------------- | ------------------ | ------------------ | -------------------------------------------------------------- |
| Pawtugi Yazawin Kronika Portugalczyków | ok. połowy XVII w. | Portugalski jeniec | Opisuje dzieje Portugalczyków w Birmie i ich rządów w Thanlyin |
| Dawei Yazawin Kronika Tawè             | 1795               |                    | [ 73 ]                                                         |
| Myeik Yazawin Kronika Myeik            | 1795?              |                    | Przetłumaczona na język angielski przez J.S. Furnivalla        |

## Źródła dodatkowe

### Kroniki poetyckie
Kroniki tworzone były również w formie utworów poetyckich, przede wszystkim jako eigyin lub mawgun, rzadziej jako yazawin thanbauk. Eigyin to rozbudowane kołysanki śpiewane młodym książętom i księżniczkom, tworzone w celu uczenia królewskich dzieci ich genealogii oraz czynów ich przodków. Ponieważ starożytność genealogii królewskiego rodu miała wielkie znaczenie, poeci dokładali wszelkich starań by prześledzić jego korzenie tak głęboko, jak to tylko mogli, czerpiąc przy tym obficie z własnej wyobraźni. Najstarszy znany eigyin (Mauktaw Eigyin bardziej znany jako Rakhine Minthami Eigyin) powstał w roku 1455 i jest także najstarszym istniejącym przykładem poezji birmańskiej spisanej na liściach palmowych. Dzisiaj znanych jest ponad 40 królewskich eigyin.
Mawgun to poematy panegiryczne tworzone zasadniczo w celu upamiętnienia doniosłych wydarzeń. Zakres tematów był więc szeroki: od przybycia na dwór białego słonia do podboju Syjamu i od ukończenia budowy kanału do eseju dotyczącego kosmologii. Zadaniem twórców tej formy poezji była gloryfikacja określonego zdarzenia pełnym ozdobników wierszem. Do dziś dotrwało ponad 60 mawgun. Najstarszy z nich powstał w roku 1472. Zarówno eigyin, jak i mawgun zapisywane były czterosylabowymi wersami, choć w różnych stylach. Do dzisiejszych czasów dotrwało też kilka pochodzących z XVIII i XIX wieku yazawin thanbauk, czyli epigramów bądź chronostychów historycznych. Bardzo długie nieraz thanbauks wyliczają połączone w pary daty roczne ważnych wydarzeń historycznych.
Przepojone poetycką wyobraźnią i wykazujące skłonność do nadmiernego gloryfikowania, eigyin, mawgun i thanbauk mają dużą wartość literacką, ale niewielką historyczną. Poniżej przedstawiono niektóre z lepiej znanych kronik poetyckich:
| Nazwa                    | Data powstania  | Autor          | Krótki opis |
| ------------------------ | --------------- | -------------- | --- |
| Rakhine Minthami Eigyin  | 1455            | Adu Min Nyo    | Najstarszy zachowany arakański utwór literacki oraz najwcześniejszy przykład birmańskiej poezji w postaci rękopisu na liściach palmowych; opowiada o księżniczce Saw Shwe Kra, ulubionej córce króla Ba Saw Pru |
| Pyay Zon Mawgun          | 1472            | Shin Htwe Nyo  | Najstarszy mawgun; ułożony przez oficera armii i opowiadający o stłumieniu rebelii w Pyain |
| Thakin Htwe Eigyin       | 1476            | Shin Thuye     | Najstarszy eigyin pochodzący spoza Arakanu; opowiada o Thakin Htwe, córce Thado Kyaw, księcia Salin |
| Shwe Sa-daing Hsindaw    | 1510            | Shin Htwe Nyo  | Opowiada o królewskim słoniu należącym do Shwenankyawshina |
| Minye Deippa Eigyin      | 1608            | Shin Than Kho  | Podstawa dla kroniki Nyaungyan Mintayagyi Ayedawbon |
| Yodaya Naing Mawgun      | 1767            | Letwe Nawrahta | Opowiada o oblężeniu Ayutthayi (1766–1767); oryginalny rękopis został odnaleziony w roku 2003 |
| Dhanyawaddy Naing Mawgun | 1785            | Letwe Nawrahta | Opisuje podbój Arakanu przez Konbaung |
| Minzet Yazawin Thanbauk  | początek XIX w. | Monywe Sayadaw | Opisuje 14 dynastii aż do roku 1782 |

### Traktaty i precedensy administracyjne
Dworscy uczeni tworzyli także opracowania administracyjne i spisywali precedensy. Dwa najlepiej z nich znane, Zambu Kungya Po Yaza Mu Haung (ဇမ္ဗူကွန်ချ ဖိုးရာဇာ မူဟောင်း) (powstało pod koniec XIV lub na początku XV wieku) i Mani-Yadanabon (မဏိရတနာပုံ) (powstało w roku 1781) są kompilacjami precedensów, ale przedstawiają też zarys historii dynastii poprzedzających epoki, w których zostały napisane. Mani-Yadanabon, na przykład, jest „skarbnicą przykładów historycznych ilustrujących zasady polityczne godne Machiavellego”. Co więcej, wiele z tych opracowań – wyjaśnień dotyczących instytucji, insygniów królewskich, rang i terminów technicznych – pomaga w interpretacji kronik zawierających wiele archaicznych określeń.
| Nazwa                        | Data powstania | Autor            | Krótki opis |
| ---------------------------- | -------------- | ---------------- | --- |
| Zambu Kungya                 | ok. 1410       | Wun Zin Min Yaza | Precedensy i rozstrzygnięcia zapadłe podczas panowania Swasawkego, Tarabyi i Minkhaunga I; przetrwała jedynie kopia z roku 1825. Zbiór ten został później włączony do Mani-Yadanabon.             |
| Lawka Byuha Kyan             | 1755           | Inyon Mingyi     | Najstarsza istniejąca praca na temat protokołów obowiązujących w birmańskiej rodzinie królewskiej                                                                                                 |
| Mani-Yadanabon               | 1781           | Shin Sandalinka  | Rozszerza zbiór precedensów i rozstrzygnięć z wczesnego okresu królestwa Ava przekazany przez Zambu Kungya o późniejsze rozstrzygnięcia dołączając pracę Binnya Dali (autora Razadarit Ayedawbon) |
| Wawhara Linathta Dipani      | 1830           | Hlethin Atwinwun | Wyjaśnienie terminów administracyjnych z okresu dynastii Konbaung Dynasty, tytułów królewskich oraz tytułów urzędniczych                                                                          |
| Yazawwada Kyan               | 1831           |                  | Traktat o doradzaniu królom |
| Shwebon Nidan                | 1878           | Zeya Thinkhaya   | Praca wyjaśniająca znaczenie terminów technicznych odnoszących się do pałacu i królewskiej własności                                                                                              |
| Myanmar Min Okchokpon Sa-dan | 1931–1933      | U Tin z Paganu   | Pięciotomowa praca przedstawiająca machinę administracyjną oraz wszystkie rangi urzędnicze poczynając od samego ich szczytu.                                                                      |
| Shwenanthon Wawhara Abhidan  | ?              | U Tin z Mandalaj | Zawiera cenne informacje na temat instytucji, insygniów i rang królewskiej administracji. |

### Traktaty i precedensy prawne
Dhammathat (z pali: Dhammasattha) to naukowe opracowania prawne wykorzystywane na birmańskich dworach królewskich. Hpyat-hton (wymawiane także jako pyatton) to precedensy prawne z okresu panowania wcześniejszych królów. Najstarszy istniejący dhammathat, Wareru Dhammathat, pochodzi z lat 90. XIII wieku. Początkowo dhammathaty pisane były w języku pali, a dostęp do nich miały jedynie dworska elita i duchowieństwo. W znacznym stopniu opierały się one na koncepcjach indyjskich. Pierwsze opracowanie prawne napisane w rodzimym języku birmańskim powstało w latach 30. XVII wieku; koncepcje indyjskie, na przykład te dotyczące dziedziczenia, zostały w nim zastąpione rozwiązaniami prawnymi obowiązującymi w powszechnym prawie birmańskim. Przeprowadzona w 1899 roku przez historyka U Gaunga analiza wymienia ogółem 36 dhammathatów, które w takiej czy inne formie dotrwały do tamtego czasu.
Poniżej przedstawiono listę bardziej znanych opracowań prawnych i zbiorów precedensów:
| Nazwa                                 | Data powstania      | Autor                 | Krótki opis |
| ------------------------------------- | ------------------- | --------------------- | --- |
| Alaungsithu Hpyat-hton                | ok. 1174–1211       | Dwór Sithu II         | Kompilacja przepisów prawnych wydanych przez króla Sithu I; zredagowana na polecenie jego wnuka, króla Sithu II |
| Wareru Dhammathat                     | lata 90. XIII wieku | Dwór Wareru           | Najstarszy istniejący traktat prawny |
| Dhammathat Kyaw                       | 1580                | Dwór Bayinnaunga      | Uaktualnienie Wareru Dhammathat |
| Hanthawaddy Hsinbyumyashin Hpyat-hton | 1580                | Dwór Bayinnaunga      | Przepisy prawne wydane przez króla Bayinnaunga |
| Manu Thara Shwe Myin Dhammathat       | lata 30. XVII wieku | Kaingsa Mingyi        | Pierwsze opracowanie prawne napisane w języku birmańskim; oparte na wcześniejszych pracach, ale odrzucające wiele koncepcji indyjskich na rzecz rozwiązań prawnych dominujących w ówczesnym powszechnym prawie birmańskim |
| Manu Kye Dhammathat                   | 1755                | Maha Thiri Ottma Zeya | Kompilacja wcześniejszych kodeksów prawnych; cieszyła się niezwykłą popularnością, gdyż zredagowano ją w rodzimym języku birmańskim, a nie pali                                                                           |
| Manu Wunnana Shwe Myin Dhammathat     | 1771                | Wunna Kyawhtin        | Kompilacja wcześniejszych kodeksów prawnych zredagowana w języku birmańskim; w roku 1772 zaktualizowana w języku birmańskim i pali dzięki pomocy mnicha Taungdwin Sayadawa                                                |

### Spisy
Sittan, czyli spisy i obmiary podatkowe wykorzystywane były przez królów do określenia swej bazy podatkowej oraz zasobów ludzkich możliwych do wykorzystania w kampaniach wojennych. Spisy gromadziły dane dotyczące liczebności populacji, liczby i opisów wsi, wielkości areału rolnego, towarów i podatków. Od czasów królestwa Paganu królowie nadawali każdemu miastu i wsi odpowiedni stopień, w zależności od tego, w jakiej wysokości podatki mogło odprowadzić i ilu mogło dostarczyć rekrutów. Pierwszy znany sittan przeprowadzony został na podstawie królewskiego dekretu z 12 marca 1359, podczas gdy pierwszy spis ogólnokrajowy odbył się w roku 1638. Następne dwa ogólnokrajowe spisy przeprowadzono w latach 1784 i 1803. Spis z roku 1784 wykazał, że populacja królestwa liczyła 1 831 487 osób, nie licząc „dzikich szczepów” i podbitego dopiero co Arakanu.
| Nazwa                      | Data powstania | Autor          | Krótki opis                             |
| -------------------------- | -------------- | -------------- | --------------------------------------- |
| Thalun Min Sittan          | 1638           | Król Thalun    | Pierwszy ogólnokrajowy obmiar podatkowy |
| Bodawpaya Sittan, część I  | 1784           | Król Bodawpaya | Drugi ogólnokrajowy obmiar podatkowy    |
| Bodawpaya Sittan, część II | 1803           | Król Bodawpaya | Trzeci ogólnokrajowy obmiar podatkowy   |

### Historie religii i obiektów religijnych
Wiele spośród birmańskich pagód i świątyń prowadziło zapisy historyczne – zwykle były to inskrypcje na kamieniach lub dzwonach nazywane thamaing. Dostarczają one cennych informacji historycznych na temat donacji religijnych ze strony rodziny królewskiej i zamożnych darczyńców. Każdy thamaing ma przedstawiać historię fundatora budynku oraz kolejnych jego dobroczyńców. Dokumenty te zawierają także uwagi na temat wydarzeń o charakterze świeckim. Oprócz tego, niektórzy wykształceni mnisi pisali także kroniki obejmujące historię buddyzmu od czasów Buddy, aż do okresu im współczesnego. Dwie najlepiej znane kroniki religijne to:
| Nazwa                          | Data powstania | Autor                 | Krótki opis |
| ------------------------------ | -------------- | --------------------- | --- |
| Yazawin Kyaw Znakomita Kronika | 1502, 1520     | Shin Maha Thilawuntha | Opisuje głównie historię religijną. Tylko 1/7 tekstu dotyczy historii Birmy, gdyż zamysłem autora było napisanie jedynie uzupełnienia do oficjalnej kroniki dworu Ava, która jednak nie przetrwała do naszych czasów. |
| Thathanawin                    | 1861           | Pannasami             | Sasanavamsa (pol. Kronika Religii); napisana przez mnicha, wychowawcę króla Mindona |

## Analiza

### Ilość
Ogólna obfitość narodowych zapisów historycznych krajów składających się niegdyś na Imperium Birmańskie jest nadzwyczajna. Kontrastuje to ze szczupłością lub wręcz całkowitym brakiem tego rodzaju materiałów w przypadku starożytnych królestw indyjskich. Nie wydaje się, aby kroniki Syjamu redagowane były równie systematycznie i drobiazgowo jak ich odpowiedniki w Birmie, choć przedstawiają one w zarysie najważniejsze wydarzenia.

Ogólna liczba kronik nie będących inskrypcjami jest „umiarkowana” ze względu na ich zniszczenie podczas przetaczających się wielokrotnie przez kraj wojen. Większość istniejących dzisiaj zapisów związanych jest z dynastiami Górnej Birmy, które dzięki skuteczności w zwyciężaniu większości wojen „dysponowały stałymi pałacami oraz zachowywały ciągłość tradycji”. Rzadkość kronik pochodzących z Ramanya (Dolnej Birmy), Arakanu i państw Szanów kontrastuje z długimi historiami tych niegdyś suwerennych państw, tworzących przez całe stulecia samodzielne, ważne systemy polityczne. Nawet kroniki królestw Górnej Birmy ciągle mają wiele luk i brak im dokładności, zwłaszcza w odniesieniu do okresu sprzed powstania królestwa Taungngu (sprzed XVI wieku).
Mimo wszystko, Mjanma posiada największą ilość źródłowego materiału historycznego w całej Azji Południowo-Wschodniej. Historycy z brytyjskiego okresu kolonialnego, którzy jako pierwsi dokonali próby rekonstrukcji historii Birmy metodami „naukowymi”, podjęli nieoceniony wysiłek systematycznego zachowywania istniejących źródeł, i choć na zawarte w kronikach opowieści patrzyli z dużym sceptycyzmem, chwalili jednak względną kompletność istniejących birmańskich zapisów historycznych w porównaniu z resztą Azji Południowo-Wschodniej, a nawet w zestawieniu z państwami Indii. D.G.E. Hall podsumowuje: „Birma nie jest jedynym krajem Azji Południowo-Wschodniej posiadającym duże zbiory niezastąpionych materiałów źródłowych i cennego dziedzictwa przeszłości; ale żaden kraj jej w tym nie przewyższa.”

### Zakres
Zakres birmańskich kronik jest raczej wąski. Ich treść krąży zwykle wokół działań króla i jego rodziny, nie przedstawiając w szerszej perspektywie ogólnej sytuacji w królestwie poza pałacem, ani zdarzeń, w których nie uczestniczył osobiście monarcha. Wzmianki o odległych regionach królestw pojawiają się jedynie wtedy, gdy znalazły się one na trasie przejazdów królów albo brały udział w rebeliach bądź kampaniach wojennych. Cennych dodatkowych informacji dostarczają inne zapisy: naukowe opracowania prawne i administracyjne, spisy i kroniki regionalne. Dla przeciwwagi jednak, dokumenty królewskie pozostają na ogół skupione ściśle na sprawach monarchy: „mówią niewiele o ogólnych uwarunkowaniach, a zawarta w nich opowieść nie dotyczy Birmańczyków, a jedynie królewskich dynastii Górnej Birmy.”

### Wzajemne wpływy
Najstarsze kroniki, takie jak Yazawin Kyaw i Maha Yazawin naśladowały Mahavamsę. Opowieści o najdawniejszej historii buddyzmu (i jego mitologii) pochodzą wprost z tej cejlońskiej kroniki. Jednak większość tradycji przetrwałych do dzisiaj kronik (zarówno tych pisanych prozą, jak i wierszowanych) oraz ich „wyrafinowanie w posługiwaniu się i manipulowaniu rozszerzonym słownikiem języka birmańskiego i jego gramatyką” są dziedzictwem okresu królestwa Ava.
Z birmańskich kronik korzystali tajscy historycy starający się zrekonstruować historię Tajów sprzed roku 1767, gdyż oryginalne kroniki syjamskie uległy zniszczeniu po zdobyciu Ayutthayi przez armię birmańską. W szczególności, z birmańskich kronik zaczerpnięto chronologię tajskiej historii sprzed tej daty. (Zrekonstruowane wcześniej daty zawarte w XIX-wiecznych syjamskich kronikach przesunięte były o prawie dwie dekady, zanim historycy zdali sobie z tego sprawę około roku 1914.).

### Zgodność z faktami i dokładność
Nie jest możliwe ich badanie, zwłaszcza w połączeniu z innymi rodzimymi zapisami historycznymi, bez nabrania do nich wielkiego szacunku. Żaden inny kraj Indochin nie może poszczycić się tak imponującą ciągłością. Olbrzymi zbiór w zasadzie dokładnych dat sięgających wstecz na nie mniej niż dziewięć stuleci oraz nawet jeszcze starsze legendy mają w sobie pierwiastek prawdy.

Kroniki można podzielić na dwa rodzaje: starsze, będące legendami opowiadającymi o mitycznych początkach oraz nowsze, relacjonujące fakty historyczne. Zawarte w kronikach opowieści początkowo są starymi mitami założycielskimi, by ostatecznie stopniowo przejść od mitów do historii zasadniczo zgodnej z faktami. Historycy traktują okres Imperium Paganu (1044–1287) jako cezurę oddzielającą przekazy mityczne od relacji historycznych. Kroniki z okresu Paganu ciągle jeszcze zawierają wiele legend – według Harveya, „połowa ich treści podanej jako relacja historyczna aż do XIII wieku, to prawdopodobnie folklor” – jednak biorący swój początek w tym właśnie okresie „potop” inskrypcji zapewnia mnóstwo informacji pozwalających sprawdzić prawdziwość tych opowieści. Nawet późniejsze fragmenty kronik, których zgodność w znacznej mierze z faktami wykazano, nie były pisane z czysto świeckiej perspektywy historycznej, ale ich celem było raczej osiągnięcie także tego, co Aung-Thwin nazywa „legitymizacją zgodnie z kryteriami religijnymi” monarchii birmańskiej.

#### Najwcześniejsza historia (przed XI wiekiem)
Rekonstrukcja tego okresu najwcześniejszej historii Birmy jest w toku, a poglądy nauki na tę kwestię ciągle ewoluują. Europejscy historycy okresu kolonialnego widzieli w opowieściach kronik przede wszystkim „legendy” oraz „bajki”, i stanowczo odrzucali zawarty w nich opis wczesnej historii Birmy jako „kopie indyjskich legend zaczerpniętych z sanskryckich i palijskich oryginałów”. Poważnie wątpili oni w starożytność tradycji kronik i odrzucali możliwość, aby jakakolwiek forma cywilizacji mogła istnieć w Birmie dużo wcześniej niż 500 rok po Chrystusie. Ocena ta dominowała wśród poglądów głównego nurtu nauki przynajmniej do lat 60. XX wieku. Niektórzy historycy sprzeciwiali się stanowczo takiemu ujmowaniu sprawy, ale powszechna rewizja poglądów musiała poczekać aż do czasu pojawienia się większej ilości danych z wykopalisk archeologicznych.
Współczesna nauka, opierając się na najnowszych badaniach, prezentuje o wiele bardziej zniuansowane poglądy. Badania te wykazały, że gdy odrzeć kroniki z elementów legendarnych, które postrzegane są obecnie jako alegorie, zawarte w nich opowieści są w dużym stopniu zgodne z udowodnionymi faktami. Wyniki badań archeologicznych potwierdzają, że wiele miejscowości wspominanych w królewskich zapisach historycznych było rzeczywiście zamieszkanych nieprzerwanie od co najmniej 3500 lat. Przykładem może być Tagaung, gdzie wedle kronik zlokalizowane było pierwsze birmańskie królestwo i gdzie najnowsze badania potwierdzają istnienie obydwu epok Tagaung (od ok. IX wieku przed Chr. do I wieku po Chr.), o których piszą autorzy kronik. Z drugiej strony, wyniki tych badań wskazują także, że wiele spośród wczesnych „królestw” (Tagaung, Śrikszetra i Pagan) przez długi czas współistniało obok siebie, a nie następowało po sobie kolejno, jak o tym piszą kroniki. Zawarte w kronikach opowieści dotyczące czasów sprzed XI wieku są zapisem pamięci społecznej w okresie ich powstawania.

#### Po erze Paganu
Królewskie zapisy historyczne stają się w coraz większym stopniu zgodne z faktami, a „po XI wieku chronologia birmańskich kronik jest już wiarygodna”. Jednym z głównych powodów takiego stanu rzeczy jest to, że birmańscy kronikarze mieli możliwość odczytywania powstałych we wcześniejszych epokach inskrypcji. Nie było to możliwe w przypadku Czampy, Kambodży i Syjamu, gdzie „w toku dziejów zapisy uległy tak głębokim zmianom, że redaktorzy późniejszych kronik nie byli w stanie odczytać starszych inskrypcji”. Podobnie, przeprowadzona w 1986 roku przez Libermana analiza Maha Yazawin wykazała, że większość opisów zdarzeń z XVI wieku, których świadkami było także wielu Europejczyków, zgodna jest z faktami. Oczywiście, zawarte w kronikach relacje pochodzące z okresu po upadku Paganu nie są pozbawione mankamentów. Według Harveya, „kroniki obfitują w anachronizmy oraz powracające regularnie stereotypowe motywy”; kronikarze uważali, że „ogólne warunki panujące w dawniejszych czasach były takie same, jak za ich życia, w XVIII wieku”. Co więcej, podawana w kronikach liczebność oddziałów wojskowych podczas różnych kampanii wojennych jest o co najmniej rząd wielkości większa od możliwych liczb biorąc pod uwagę rozmiary populacji oraz istniejące w tej epoce metody transportu.

## Aktualny stan kronik
Choć Mjanma dysponuje duża ilością źródeł historycznych, wiele spośród tych zapisów nie było właściwie zadbanych ani wykorzystanych do badań. Biblioteka Narodowa Mjanmy posiada w swych zbiorach 10 000 wiązek rękopisów sporządzonych na liściach palmowych, zebranych w klasztorach i dzięki prywatnym darowiznom. O wiele więcej takich wiązek pozostaje rozproszonych w klasztorach rozrzuconych po całym kraju i butwieje pozostając bez właściwej opieki, będąc też wystawionymi na łup bezwzględnych łowców zabytków. Nie ziściły się jak dotąd wysiłki zmierzające do digitalizacji rękopisów . Niewiele z nich stało się przedmiotem systematycznych badań od kiedy w 1980 roku działalności zaprzestało Towarzystwo Badawcze Birmy. W latach 1910–1980 Towarzystwo to opublikowało w czasopiśmie Journal of the Burma Research Society (JBRS) ponad 1300 artykułów w 59 woluminach.